# خانه خانیکی
خانه خانیکی مربوط به اواخر دوره قاجار -اوایل دوره پهلوی است و در گناباد، پشت دانشگاه علوم پزشکی گناباد واقع شده است. این اثر در تاریخ ۱۱ دی ۱۳۸۰ با شمارهٔ ثبت ۴۵۸۱ به‌عنوان یکی از آثار ملی ایران به ثبت رسیده است. این خانه به حاج محمد حسن خانیکی تعلق داشته که از بزرگان و معاریف منطقه گناباد بوده است.